# Альбанезе, Джакомо
Джакомо Альбанезе (итал. Giacomo Albanese; 11 июля 1890, Джерачи-Сикуло, Сицилия — 8 июня 1947[…], Сан-Паулу) — итальянский математик, представитель итальянской школы алгебраической геометрии.

## Биография
В 1909 году окончил школу в Палермо.
В 1909—1913 годах учился в Высшей нормальной школе в Пизе. Учился у Улисса Дини и Эудженио Бертини. В 1913—1918 работал под руководством Дини, в 1918—1919 годах — под руководством специалиста по эрмитовым формам Онорато Николетти.
В 1917—1918 году принимал участие в Первой мировой войне.
В 1919—1920 году работал в Падуе у Франческо Севери, что оказало сильное влияние на дальнейшую математическую деятельность Альбанезе.
В 1920—1925 и 1927—1929 годах — профессор Итальянской военно-морской академии в Ливорно.
В 1925—1927 годах — профессор проективной и начертательной геометрии в Катанийском университете.
В 1929—1936 годах — профессор геометрии в Пизанском университете, формально занимал кафедру до смерти.
В 1936 году был отправлен в созданный двумя годами ранее Университет Сан-Паулу, где занимал должность профессора аналитической, проективной и начертательной геометрии до своей смерти в 1947 году.
В 1942—1946 годах возвращался в Италию из-за Второй мировой войны.

## Научная деятельность
Основные темы исследований — арифметический род алгебраических многообразий, разрешение особенностей алгебраических кривых, базисы в группе классов дивизоров на алгебраической поверхности, соответствия между алгебраическими поверхностями.

## Признание
Получил премию Улисса Дини за свою диссертацию «Непрерывные системы кривых на алгебраических поверхностях» (итал. Sistemi continui di curve sopra una superficie algebrica).
Андре Вейль назвал в честь Альбанезе многообразия Альбанезе.